# 八橋大道東
八橋大道東（やばせだいどうひがし）は秋田県秋田市にある町。郵便番号は010-0977。住居表示実施済み地区。

## 地理
秋田市の中央部、八橋地域の中では西部に位置する。草生津川の右岸に沿った楕円形の町域を持ち（これは秋田競馬場の痕跡である）、北西部は住宅地、南東部は八橋ショッピングセンターを核とした商業地になっている。北東部には八橋油田のうち数少ない現在でも稼働している油井がある。北西は寺内油田一丁目・二丁目、北東は八橋イサノ一丁目、東は八橋田五郎二丁目、南は八橋本町六丁目、西は寺内蛭根一丁目に接する。

### 河川
- 草生津川

## 歴史

### 沿革
- 2002年（平成14年）9月30日 - 住居表示実施に伴い、八橋大道東が成立する。
- 2021年（令和3年）8月21日 - 江戸時代から羽州街道にあったとされるクロマツ「油田の一本松」が、枯死のため秋田市にて伐採される[3]。
- 2022年（令和4年）3月24日 - 枯死した「油田の一本松」の代替植樹式実施。

### 町名の変遷
以下はすべて住居表示実施に伴う変更。
| 実施後     | 実施年月日      | 実施前（各字名ともその一部）           |
| ---------- | --------------- | -------------------------------------- |
| 八橋大道東 | 平成14年9月30日 | 寺内字油田 てらうち あざあぶらでん     |
| 八橋大道東 | 平成14年9月30日 | 八橋字大道東 やばせ あざだいどうひがし |

## 世帯数と人口
2020年(令和2年)10月1日現在の世帯数と人口は以下の通りである。
| 町丁       | 世帯数  | 人口  |
| ---------- | ------- | ----- |
| 八橋大道東 | 100世帯 | 259人 |

## 交通

### 鉄道
地区内に鉄道は通っていない。最寄り駅は泉菅野二丁目にあるJR東日本奥羽本線泉外旭川駅。

### バス
- 秋田中央交通
  - 系統131｜通町・寺内経由将軍野線
    - 帝石前 - 面影橋

### 道路
- 秋田市道土崎保戸野線（旧羽州街道、旧国道）

## 施設

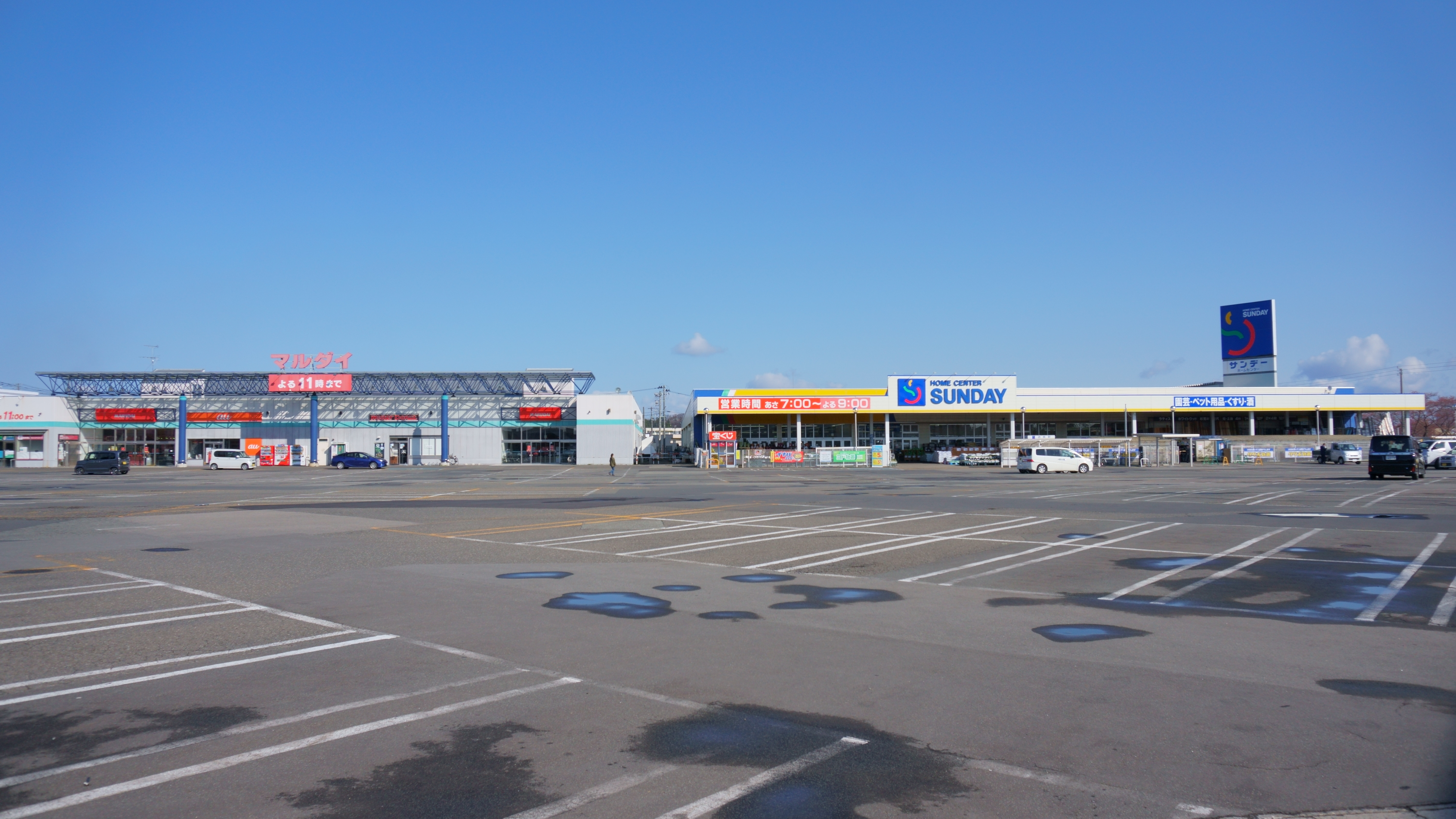
八橋ショッピングセンター
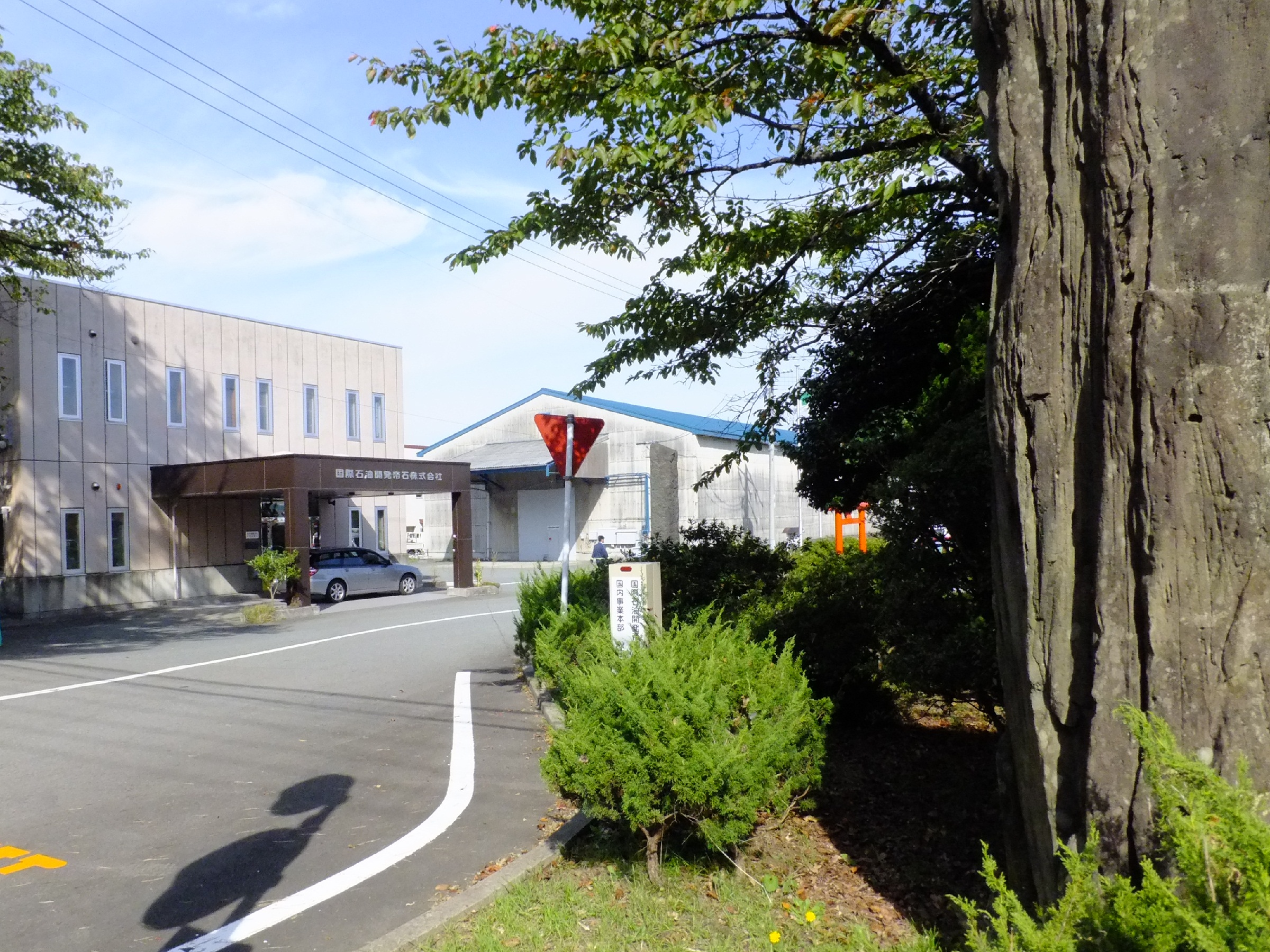
INPEX JAPAN（INPEXの完全子会社） - 東日本鉱業所秋田鉱場
  - 八橋プラント
- 油田の一本松跡

- 八橋ショッピングセンター
- INPEX JAPAN東日本鉱業所秋田鉱場

### かつてあった施設
- 秋田競馬場